# Табара (Јаши)
Табара (рум. Tabăra) насеље је у Румунији у округу Јаши у општини Биволари. Oпштина се налази на надморској висини од 65 m.

## Становништво
Према подацима из 2002. године у насељу је живело 1115 становника, од којих су сви румунске националности.